# ドウグラス・デ・メデイロス・リナルディ
ドウグラス・デ・メデイロス・リナルディ（Douglas de Medeiros Rinaldi、1979年8月29日 - ）は、ブラジル・リオグランデ・ド・スル州出身の元サッカー選手。現役時代のポジションはミッドフィールダー。日本での登録名はドウグラス (Douglas)。

## 経歴
1996年にサンタカタリーナ州のクリシューマのジュヴェニウ（ユース）でキャリアをスタートさせる。ブラジル国内のクラブのほか、2002-03シーズンにイタリアのACトレント1921、2003-04シーズンにスペインのマタロー、2004-05シーズンにギリシャのアポロン・カラマリアでプレーした。
2007年1月、ヴェラノポリスから6ヶ月間の期限付きでイングランド・プレミアリーグのワトフォードに移籍。2006-07シーズンのリーグ戦では6試合に出場し、2007年4月18日のブラックバーン・ローヴァーズ戦（1-3で敗北）ではワトフォードでの自身唯一のゴールを記録した。2007年5月にはワトフォードと2年契約を結び、移籍金は25万ポンドと報じられた。しかし2007-08シーズンはリーグカップの2試合のみの出場にとどまり、クラブは2008年7月にドウグラス・リナルディを放出した。
2010年2月に日本・Jリーグ ディビジョン2の愛媛FCに加入したが、公式戦の出場はなく、家庭の事情により4月に退団した。7月にリオグランデ・ド・スル州のエスポルチーヴォに加入した。

## 所属クラブ
ユース経歴
- クリシューマEC

プロ経歴
- 2001年 - 2002年  SERサント・アンジェロ（ポルトガル語版）
- 2002年 - 2003年  ACトレント1921
- 2003年  GEグロリア
- 2003年 - 2004年  CEマタロー（スペイン語版）
- 2004年  SCウルブラ
- 2004年 - 2005年  アポロン・カラマリア（英語版）
- 2005年  SCウルブラ
- 2005年  ECペロタス
- 2006年 - 2007年  ヴェラノポリスECRC
  - 2006年  ECノヴォ・アンブルゴ (期限付き移籍)
  - 2007年  ワトフォードFC (期限付き移籍)
- 2007年 - 2008年  ワトフォードFC
- 2009年 - 2010年  ヴェラノポリスECRC
- 2010年2月 - 2010年4月  愛媛FC
- 2010年 - 2011年  クルーベ・エスポルチーヴォ・ベント・ゴンサウヴェス（ポルトガル語版）
- 2012年  ウニオン・フレデリケンセ・ジ・フチボウ（ポルトガル語版）

## 個人成績
| 国内大会個人成績 | 国内大会個人成績 | 国内大会個人成績 | 国内大会個人成績   | 国内大会個人成績 | 国内大会個人成績 | 国内大会個人成績 | 国内大会個人成績 | 国内大会個人成績 | 国内大会個人成績 | 国内大会個人成績 | 国内大会個人成績 |
| 年度             | クラブ           | 背番号           | リーグ             | リーグ戦         | リーグ戦         | リーグ杯         | リーグ杯         | オープン杯       | オープン杯       | 期間通算         | 期間通算         |
| 年度             | クラブ           | 背番号           | リーグ             | 出場             | 得点             | 出場             | 得点             | 出場             | 得点             | 出場             | 得点             |
| イングランド     | イングランド     | イングランド     | イングランド       | リーグ戦         | リーグ戦         | FLカップ         | FLカップ         | FAカップ         | FAカップ         | 期間通算         | 期間通算         |
| ---------------- | ---------------- | ---------------- | ------------------ | ---------------- | ---------------- | ---------------- | ---------------- | ---------------- | ---------------- | ---------------- | ---------------- |
| 2006-07          | ワトフォード     |                  | プレミア           | 6                | 1                | 0                | 0                | 0                | 0                | 6                | 1                |
| 2007-08          | ワトフォード     |                  | チャンピオンシップ | 0                | 0                | 2                | 0                | 0                | 0                | 2                | 0                |
| 日本             | 日本             | 日本             | 日本               | リーグ戦         | リーグ戦         | リーグ杯         | リーグ杯         | 天皇杯           | 天皇杯           | 期間通算         | 期間通算         |
| 2010             | 愛媛             | 10               | J2                 | 0                | 0                | -                | -                | -                | -                | 0                | 0                |
| 通算             | イングランド     | イングランド     | プレミア           | 6                | 1                | 0                | 0                | 0                | 0                | 6                | 1                |
| 通算             | イングランド     | イングランド     | チャンピオンシップ | 0                | 0                | 2                | 0                | 0                | 0                | 2                | 0                |
| 通算             | 日本             | 日本             | J2                 | 0                | 0                | -                | -                | 0                | 0                | 0                | 0                |
| 総通算           | 総通算           | 総通算           | 総通算             | 6                | 1                | 2                | 0                | 0                | 0                | 8                | 1                |